# Teruichi Aono
Pour les articles homonymes, voir Aono.
Teruichi Aono (青野 照市, Aono Teruichi) est un joueur de shōgi professionnel japonais né le 1er janvier 1953 à Yaizu.
Teruichi Aono a remporté deux fois le tournoi des jeunes recrues, deux fois la Coupe Fujitsu et deux fois le prix Kozo Masuda qui récompense l'apport d'idées et de techniques innovantes.

## Biographie et carrière
Teruichi Aono est né en janvier 1953 à Yaizu dans la préfecture de Shizuoka.
Il devient 4e dan professionnel en avril 1974. En 1974 et 1979, il remporte la finale du Shinjin-Ō, tournoi réservé aux joueurs de moins de 30 ans. En 1976, il reçoit le premier prix pour le plus grand pourcentage de victoires pendant l'année et le prix du meilleur néo-professionnel. En 1979, il reçoit le premier prix pour le plus grand nombre de victoires consécutives (15). 
En 1983, il est promu 8e dan grâce à sa qualification pour le tournoi de sélection de classe A du titre de Meijin. Son meilleur classement dans la ligue A (première division) fut quatrième ex æquo avec 5 victoires et 4 défaites lors du tournoi des classe A en 1987-1988 et en 2000-2001.  Il est classé 9e dan à partir d'août 1994.
Il disputa trois finales de tournois importants de shogi :
- la finale du premier Zen-Nihon en 1982 contre Kiyozumi Kiriyama (1 à 2) ;
- la finale de la Coupe NHK en 1982-1983 contre Makoto Nakahara.
- la finale pour le titre d'Oza en 1989 contre Makoto Nakahara (l'Oza était depuis 1983 un tournoi majeur).

En 1990, il remporte le groupe 1 du Ryuo et se qualifie pour le quart de finales tournoi des candidats qui désigne le challenger pour le titre de Ryuo (roi dragon).
En 1998 et 2018, il reçoit le prix Kozo Masuda qui récompense l'apport d'une idée ou d'une technique brillante au shogi.
En 2000 et 2003, il remporte la Coupe Fujitsu (ja:富士通杯達人戦) qui fut organisée de 1993 à 2014 et réservée aux joueurs de plus de 40 ans de rang huitième dan ou plus.
Avec le départ à la retraite de Kiyozumi Kiriyama (né en 1947) en 2022, il est devenu le joueur de shogi actif le plus âgé, et également le seul joueur de shogi actif de plus de 65 ans, qui est l'âge de la retraite pour les joueurs professionnels de shogi. En 2023, il est récompensé pour sa cinquantième année de service actif.  En janvier 2024, il annonce sa décision de prendre sa retraite après avoir perdu ses dernières parties dans le tournoi C2 de classement du Meijin.  En février 2024, il reçoit le prix du combat honorable en réalisant un total de 800 victoires lors de parties officielles.